# سيلاما
سيلاما إستونية تعني «تل الجسر»؛ أيضا معروفه بأسماء ألمانية (Sillamäggi or Sillamägi) هي بلدة في مقاطعة إيدا فيرو في الجزء الشمالي من إستونيا، على الساحل الجنوبي لخليج فنلندا. يبلغ عدد سكانها 13666 نسمة (منذ 1 يناير 2017) وتغطي مساحة 10.54 كيلومتر مربع. [1] تقع سيلاما عند مصب نهر سوتكا.

## تاريخ
تم ذكر منطقة سيلاما عام 1502 لأول مرة عندما كانت المنطقة تحت سيطرة النظام الليفوني تم توثيق الجسر عبر سوتكا ومصنع في سيلاما في عام 1700.
في القرن التاسع عشر تطورت سيلاما لتصبح قرية أكثر هدوءا من منتجع في مدينة هونجيربرج. امتلك عالم الفسيولوجيا الروسي إيفان بتروفيتش بافلوف داشا في سيلاما وقضى إجازته هناك خلال العطلات الصيفية في 1891-1917. ومن بين السياح المشهورون الاخرين في سيلاما الشاعر كونستانتين بالمونت (1905)، الرسام ألبرت بينوا (1898- 1899), الفيزيائي بول إهرنفست (1908–1912), وعالم النباتات أندريه فامنتسين (1890), المؤرخ ميخائيل غيرشينزون (1911–1914), المخترع بوريس روزنغ (1902–1911), الملحن بيتر إليتش تشايكوفسكي (1868)
في عشرينيات وثلاثينيات القرن الماضي، شهدت سيلاما والمناطق الريفية المحيطة بها صعود صناعة تعدين الصخر الزيتي في المنطقة. في 1927-1929، قامت شركة سويدية Estländska Oljeskifferkonsortiet ببناء مصنع لمعالجة الصخر الزيتي ومحطة طاقة في موقع قصر Türsamäe ، على الجانب الغربي من سيلاما بلغت الطاقة الإجمالية لهذا المصنع 500 طن يوميًا في منتصف الثلاثينيات. تم بناء ميناء صغير في سيلاما لدعم أنشطة المصنع، ولكن تم تدميره خلال الحرب العالمية الثانية.
أثناء الاحتلال النازي، تم إنشاء العديد من معسكرات الاعتقال بالقرب من سيلاما لتوظيف عمال العبيد في المناجم المحلية. عند الانسحاب من سيلاما في عام 1944، قامت القوات الألمانية بتدمير مصنع المعالجة. شكلت المواقع الدفاعية للألمان على التلال إلى الشرق من سيلاما، والمعروفة باسم سينيمايد، خط تانينبرغ خلال معركة نارڤا.
في 1946-1948، أعاد السوفييت بناء مصنع معالجة الصخر الزيتي السابق في سيلاما لاستخراج أكسيد اليورانيوم من خام ديكتونيما الأرجيليت (نوع من الصخر الزيتي). خلال ذلك الوقت، تم توظيف العديد من أسرى الحرب في أنشطة البناء والتعدين في سيلاما. تم تطوير عملية استخلاص اليورانيوم في مصنع سيلاما بالتعاون مع مصنع تجريبي قريب من نارڤا (يُعرف باسم مصنع صباغة القماش) وأنتج بشكل أساسي تركيز 40٪ من اليورانيوم في بداية الإنتاج النباتي. استمرت عمليات التعدين المحلية حتى عام 1952. وفي السنوات التالية، تم استيراد خامات اليورانيوم الأكثر ثراءً إلى مصنع سيلاما من مواقع مختلفة في آسيا الوسطى والكتلة الشرقية، بشكل رئيسي من مناجم في تشيكوسلوفاكيا وألمانيا الشرقية وهنغاريا وبولندا ورومانيا بما في ذلك منجم بيهور تم تشغيله من قبل سوڤرومكوار (إحدى السوفيات التي تعمل بالاشتراك مع الاتحاد السوفيتي ورومانيا). في عام 1970، بدأ المصنع في معالجة خام اللوباريت من شبه جزيرة كولا لإنتاج مواد كيميائية من التنتالوم والنيوبيوم. في وقت لاحق، بدأت أيضًا في استخراج أكاسيد المعادن الأرضية النادرة. في عام 1982، بدأ المصنع في إنتاج اليورانيوم المخصب على مستوى المفاعل (2-4.4٪ 235U) في شكل ثاني أكسيد اليورانيوم. استمر إنتاج اليورانيوم في سيلاما في توفير المواد النووية لمحطات الطاقة النووية السوفيتية ومنشآت الأسلحة حتى عام 1989. في سنوات 1950-1989، أنتج المصنع حوالي 98681 طنًا من اليورانيوم (معظمها على شكل U3O8) و 1354.7 طنًا من اليورانيوم المقوي.
أثناء عملياته، قام مصنع سيلاما بإلقاء نفايات المعالجة في بركة نفايات في الجزء الشمالي الغربي من سيلاما بالقرب من ساحل البلطيق. بحلول التسعينيات، شكلت البركة خطرًا بيئيًا بسبب ترشيح الجسيمات المشعة وغيرها من الجسيمات الضارة والمواد الذائبة في بحر البلطيق. في 2000s ، تم اتخاذ تدابير لتأمين احتواء النفايات في سيلاما.
في عام 1957، اكتسبت سيلاما رسميًا وضع المدينة. بحلول ذلك الوقت، كانت قد نمت بالفعل خارج الحدود التاريخية لسيلاماغي وشملت العديد من المستوطنات المجاورة، مثل كانا و Türsamäe. خلال النظام السوفيتي في إستونيا، ظلت سيلاما مدينة مغلقة بسبب التدابير الأمنية المتعلقة بأنشطة إنتاج اليورانيوم في المصنع المحلي.

## الاقتصاد
بعد توقف معالجة اليورانيوم في عام 1989 استعادت إستونيا استقلالها في عام 1991، شهد النشاط الصناعي في سيلاما انخفاضًا كبيراً خلال التسعينيات مما أدى إلى ارتفاع معدل البطالة بين السكان المحليين. تمت خصخصة مصنع سيلاما  في عام 1997 ويستمر إنتاج المعادن والمنتجات المعدنية الأرضية النادرة. وتظل أكبر منتج عالمي لمنتجات النيوبيوم والتنتالوم بما في ذلك الهيدروكسيدات والأكاسيد ودرجات مختلفة من المعادن وهيدرات المعادن ومساحيق المعادن وسبائك NbNi. من بين منتجات العناصر الأرضية النادرة اللانثانم، السيريوم، البراسيوديميوم، النيوديميوم وكربونات السماريوم-اليوروبيوم-الجادولينيوم، الأكاسيد، المعادن، محاليل الكلوريد والنترات.
في 4 أبريل 2011، أعلنت شركة موليكورب الأمريكية المنتجة للمعادن الأرضية النادرة عن استحواذها على 90٪ من أسهم سيلمت. بلغت قيمة الصفقة 89 مليون دولار في ذلك الوقت. تم تغيير اسم الشركة إلى سيلمت موليكورب.
في عام 2005، تم افتتاح ميناء أعماق البحار مع مرافق قادرة على التعامل مع المواد السائبة الجافة والأسمدة السائلة والنفط في سيلاما. تم افتتاح خدمة العبارات المنتظمة بين سيلاما وكوتكا، فنلندا في عام 2006، ولكن تم إغلاقها في عام 2007 بسبب انخفاض عامل الحمولة. ومع ذلك، استمرت عمليات الشحن في إظهار نمو مطرد. في عام 2011، وصل ميناء سيلاما إلى 4.9 مليون طن متري في حركة الشحن حيث احتل المركز الخامس بين أكبر الموانئ في دول البلطيق بعد تالين وريغا وكلايبيدا وفينتسبيلز.
البلطيق بعد تالين وريغا وكلايبيدا وفينتسبيلز. توجد العديد من المنتجعات الساحلية الواقعة بالقرب من سيلاما (تولا ونارڤا) والتي كانت شائعة بشكل خاص خلال الحقبة السوفيتية.
 عدد السكان:
1940: 2642
1965: 9838
1994: 20104
2004: 16806
الاصل (2000):
الروس: 85.8٪
الإستونيون: 4.2٪
الأوكرانيون: 3.0٪
بيلاروسيا: 2.8٪
الفنلنديون: 1.0٪
آخرون: 3.2٪